# Willibald Hentschel
Willibald Hentschel (ur. 7 listopada 1858 w Łodzi, zm. 2 lutego 1947 w Berg) – niemiecki agrarny i volkistowski działacz polityczny. Usiłował odnowić rasę aryjską na obszarach wiejskich przy pomocy m.in. doboru hodowlanego i poligamii.

## Życiorys
Rodzice Hentschela przenieśli się z Bürgstein do Łodzi, gdzie jego ojciec prowadził własną fabrykę włókienniczą. W 1874 przeniósł się z rodzicami do Drezna, gdzie zdał maturę, a w 1875 i rozpoczął studia chemiczne i fizyczne na Uniwersytecie Technicznym w Dreźnie. W 1877 przeniósł się do Jeny, gdzie studiował biologię u Ernsta Haeckela. W listopadzie 1879 obronił doktorat na podstawie pracy Über den gegenwärtigen Stand ursächlicher Erklärung in der Vererbungserscheinung. Hentschel początkowo pracował jako asystent Haeckela, a następnie wrócił na Uniwersytet w Dreźnie. Tam zaangażował się wraz z Rudolfem Schmittem w opracowanie nowego procesu produkcji kwasu salicylowego. Za zarobione pieniądze kupił 2 dwory na Śląsku. W 1883 poślubił w Dreźnie Hellen Zimmermann, z którą miał pięć córek. W latach 1885–1886 Hentschel wziął udział w wyprawie na Zanzibar. Po powrocie wyjechał na Uniwersytet w Jenie i dorobił się znacznej fortuny jako chemik dzięki patentom i wynalazkom w dziedzinie produkcji indygo, następnie poświęcił się pracy naukowej na Uniwersytecie w Heidelbergu. W 1890 w Baden został członkiem zarządu partii DSP. Niemniej jego antysemickie poglądy spotkały się tam z niechęcią, dlatego osiadł w swoim dworze w Seiffersdorf na Śląsku, gdzie pracował nad badaniami nawozów i napisał książki Varuna (1901) i Mittgart (1904), w których głosił poglądy związane z hodowlą rasy aryjskiej. W 1903 wraz z Theodorem Fritschem założył antysemickie czasopismo Hammer. 
Opublikowane w 1904 Mittgart opisywało plan wybrania 1000 czystych etnicznie kobiet i 100 czystych etnicznie mężczyzn o wysokiej sprawności militarnej i sportowej do posiadłości wiejskich, w celu rozmnożenia. Ich dzieci miały opuszczać majątki wiejskie w wieku 16 lat i odnawiać rasę aryjską. Planował, uczynić wieś, miejscem w którym znajdą się czyści rasowo Niemcy, natomiast nieczyści rasowo mieszkańcy miast mieli wyginąć. Poglądy Hentschela spotkały się z krytyką przywódców religijnych i nacjonalistów, którzy traktowali jego poglądy jako atak na instytucję rodziny. Sam Hentschel zaś był ateistą, który należał do antychrześcijańskiego nurtu nacjonalizmu. Mimo krytyki założył Mittgart-Bund, by móc nagłaśniać swoje idee, ponadto podjął próbę założenia kolonii w Dolnej Saksonii przed 1914, co nie powiodło się ze względu na niedobór kobiet do realizacji planu. 
Po I wojnie światowej jego poglądy nadal były związane z nacjonalizmem, niemniej porzucił głoszenie dotychczasowych idei, na rzecz głoszenia konieczności migracji etnicznych Niemców na wschód kraju w celu wysiedlenia mieszkających tam Polaków. Hentschel wzywał Niemców, by być Artamanen, które jest zbitką wyrazową słów Art i Manen pochodzących z języka średnio-wysoko-niemieckiego oznaczającą rolnika. Wskazywał tym samym na konieczność odwrotu od życia miejskiego i powrót do sielankowej przeszłości. Jego wizja stanowiła inspirację dla powstania Związku Artamanów, w którego działaczami były między innymi osoby takie jak: Heinrich Himmler i Richard Walther Darré. Hentschel wstąpił do NSDAP 1 sierpnia 1929.